# Christina Moser
Christina Helga „Chinny“ Moser, verh. Göttert, (* 23. September 1960 in Berlin) ist eine ehemalige deutsche Hockeyspielerin und Olympiateilnehmerin 1984.
Christina Moser spielte wie ihre ältere Schwester Petra Moser beim SC Brandenburg in Berlin. Nach mehreren Vizemeisterschaften gewann sie 1986 im Hallenhockey ihren ersten Deutschen Meistertitel. Zwei weitere folgten 1988 und 1989, 1990 gewann sie den ersten Europapokal der Hallenmeister. 1992 beendete sie ihre Karriere. Christina Moser spielte meist auf der Liberoposition oder im Mittelfeld.
Sie debütierte 1977 in der deutschen Hockeynationalmannschaft. Ihren ersten Titel gewann sie beim Gewinn der Halleneuropameisterschaft 1977. Bei der Weltmeisterschaft 1978 in Madrid verlor Moser mit der deutschen Mannschaft erst im Finale gegen die Auswahl aus den Niederlanden. 1981 verteidigte die Mannschaft den Halleneuropameistertitel von 1977. Bei der Weltmeisterschaft 1981 in Buenos Aires gelang der deutschen Mannschaft die Revanche. Im Finale konnten die Niederländerinnen besiegt werden.
Nach einer längeren Länderspielpause kehrte Christina Moser im Herbst 1983 in die deutsche Nationalmannschaft zurück. 1984 gewann sie Bronze bei der ersten Europameisterschaft. Im gleichen Jahr fuhr sie mit der deutschen Mannschaft zu den Olympischen Spielen 1984. Die deutsche Mannschaft gewann Silber hinter der Mannschaft aus den Niederlanden. Insgesamt wirkte Christina Helga Moser von 1977 bis 1987 in 164 Länderspielen mit, davon 22 in der Halle. Für den Gewinn der Silbermedaille bei den Olympischen Spielen 1984 in Los Angeles wurden sie und die deutsche Hockeynationalmannschaft vom Bundespräsidenten mit dem Silbernen Lorbeerblatt ausgezeichnet.
Christina Moser ist heute Sozialarbeiterin in Berlin.